# Napoleone della Torre
Napoleone della Torre, o Torriani, soprannominato Napo (... – Como, 16 agosto 1278), figlio di Pagano I della Torre, fu un condottiero italiano, signore di Milano dal 1265 al 1277, e il più potente esponente della casata guelfa dei Della Torre.

## Biografia
Napoleone nacque da Pagano I della Torre, che fu capo della Credenza di Sant'Ambrogio a Milano fino alla sua morte nel 1241. Della sua vita non si sa nulla fino al 1260, anno in cui diviene podestà di Piacenza. Durante questo periodo, la Signoria di Milano veniva retta successivamente dai suoi cugini, Martino e Filippo della Torre, figli di Iacopo della Torre. Già in questo periodo è attivo nella politica della città di milano , infatti pose anche lui la firma nel 1265 per il trattato di alleanza con Carlo I d'Angiò.

### Signore di Milano
Dopo la morte del cugino Filippo, avvenuta nel dicembre dello stesso anno, Napoleone salì al potere succedendogli nel governo di Milano, nella carica di anziano del Popolo di Milano, e contemporaneamente in quella di podestà di Como, Novara, Bergamo e Lodi. Napoleone proseguì la linea politica tracciata dal predecessore, parteggiando sempre per i guelfi e favorendo le imprese di Carlo I d'Angiò. La vittoria angioina nella Battaglia di Benevento del 26 febbraio 1266 contro i ghibellini del re Manfredi, segnò il trionfo del partito guelfo nell'Italia settentrionale e Italia Centrale e la fine del dominio degli Hohenstaufen sul Regno di Sicilia. Mentre Napoleone regnava a Milano, suo fratello Raimondo, vescovo di Como, aveva ricevuto dalla Lega guelfa il diritto di designare i podestà di Mantova e di Ferrara tra i propri familiari, fatto che consolidò ancora di più il potere dei Della Torre in Italia. Il Fratello francesco aveva la signoria del Seprio, mentre Paganino quella di Vercelli, anche se di breve durata in quanto venne ucciso e poi vendicato da Napoleone.
Nel frattempo, Corradino di Svevia aveva intenzione di scendere in Italia e riappropriarsi del Regno strappato allo zio Manfredi. Il timore di una ripresa del potere ghibellino spinse il 4 aprile 1267 i rappresentanti e i signori delle città guelfe ad incontrarsi a Milano per rinnovare la Lega guelfa e ne affidarono il comando a Napoleone, al fratello Raimondo e a Guglielmo VII degli Aleramici, marchese del Monferrato. Tuttavia Napoleone, anche al comando dell'esercito guelfo, tenne in questa occasione un atteggiamento ambiguo, senza mai attaccare con efficacia Corradino, il quale si era nel frattempo insediato a Pavia alla fine del gennaio 1268, forse per contrasti con il papa Clemente IV. Dopo la sconfitta di Corradino nella Battaglia di Tagliacozzo del 23 agosto 1268, Carlo d'Angiò era intenzionato a estendere il proprio dominio su tutto il nord Italia e richiese alle città guelfe di convocare un'assemblea a Cremona, nel corso della quale sarebbe stata riconosciuta la sua signoria, ma le città partecipanti, sostenute principalmente da Napoleone, dichiararono di non essere disposte a riconoscere la sua autorità; per questo motivo la vendetta dell'angioino si scagliò principalmente contro i Della Torre e infatti sostenne molte ribellioni ai danni di quest'ultimi e il loro dominio. Napo fu quindi obbligato ad aumentare la tassazione anche perché si stava prodigando alla costruzione di opere di pubblica utilità come la pulizia e la lastricatura delle strade cittadine e il completamento del Naviglio da Abbiategrasso a Milano, terminato nel 1271. In questo stesso anno riprese il dominio su Novara e stipulò un trattato di pace con Brescia.
Ne seguirono innumerevoli rivolte: prima Brescia e poi Lodi abbandonarono la Lega guelfa e passarono ai ghibellini, quest'ultima venne però riconquistata da Napoleone. Dopo Lodi si rivoltò anche Como e perfino a Milano iniziavano a nascere opposizioni a causa dei continui e ingenti tributi richiesti da Napo. Successivamente, anche Crema, Cremona e Novara insorsero e a questo punto il potere dei Della Torre iniziò a vacillare. Nel 1272 venne indetto un nuovo consiglio degli ottocento dove finalmente il Della Torre venne riconosciuto come signore di Milano e quindi riconosciuta la Signoria.
Nel 1269 il fratello Raimondo venne catturato da Corrado Venosta Von Matsch, feudatario del Castello di Boffalora in Valchiavenna, ed esposto in una gabbia al pubblico ludibrio a Sondalo in Valtellina. Venne poi liberato dalle milizie di Napoleone che distrussero il castello il 25 settembre 1273.

### Ribellione di Lodi
Nell'estate dello stesso anno, in seguito alla ribellione di Lodi fomentata dalla famiglia Overnaghi, Napo radunò un esercito dalle città di Milano, Vercelli, Novara, Como e Bergamo. Il 25 luglio il Carroccio uscì fuori città ma al 18 agosto le truppe erano ancora accampate attorno a San Giuliano, il 20 a Calvenzano e finalmente il 27 davanti alle mura della città di cui saccheggiarono le campagne circostanti. Si costruì un castello o una torre d'assedio per attaccare la città ma dopo sei giorni l'esercito si ritirò verso Milano. Il motivo di tale lentezza, secondo il Giulini, è da attribuirsi alla volontà di Napo di riprendere la città con la diplomazia piuttosto che con le armi per evitare di apparire come un tiranno agli occhi del popolo.
Il 19 aprile del 1270 l'esercito milanese mosse nuovamente alla volta di Lodi e nei giorni seguenti furono catturati alcuni piccoli borghi attorno alla città e saccheggiate le campagne tuttavia non fu dato l'assalto alla città. La famiglia lodigiana dei Sommariva, esule dalla sua città, si accordo con Napo tramite Raimondo della Torre, vescovo di Como: in cambio della pace e del libero commercio tra le due città si sarebbe impegnata a far sollevare i suoi sostenitori al fine di cacciare il podestà Alberto Catasco e Buoso da Dovera e avrebbe permesso a Napo di nominare un vicario a sua scelta. Il 4 luglio la città cadde nelle mani dei Della Torre e Napo vi entrò acclamato dal popolo. Tuttavia, mentre il Torriani era a mensa, i sostenitori degli Overnaghi guidati da Succio Vistarini attaccarono a sorpresa quelli dei Sommariva riuscendo quasi a cacciarli dalla città. Napo abbandonò il pranzo e radunati i suoi mosse contro gli Overnaghi riuscendo a sconfiggerli e uccidendo Francesco Vistarini, figlio di Succio. Lo stesso Succio insieme al figlio Antonio decise allora di arrendersi presentandosi nel palazzo dei Torriani; i due furono inviati come prigionieri a Milano. Come era consuetudine, i palazzi degli Overnaghi e dei Vistarini furono saccheggiati e grazie all'arrivo di altri tremila soldati milanesi accampati fuori città, Lodi fu interamente catturata.
Successivamente Napo ordinò la realizzazione dei castelli di Porta Milano e Porta Regina per migliorare le difese della città.
Nel 1273 venne eletto re dei Romani Rodolfo d’Asburgo e Napo gli si avvicinò per riequilibrare il perduto appoggio di Carlo I d'Angiò, ricevendone il vicariato imperiale nel 1274. Intanto anche Ottone Visconti, arcivescovo di Milano dal 1262 senza aver mai potuto prendere possesso della sede per l'opposizione dei Della Torre, divenuto il punto di riferimento delle famiglie nobili di Milano, dell'Alto Milanese e del Locarnese, con il loro appoggio mosse guerra ai Della Torre.

### Sconfitta e morte
Le truppe dei Torriani, capeggiate da Napo, inflissero una pesante sconfitta a quelle di Ottone Visconti nella Battaglia della Guazzera vicino Ranco, nei pressi del Lago Maggiore, nel 1276. Successivamente Ottone contrattaccò e occupò Lecco e Civate, arrivando nottetempo a Desio e nella successiva battaglia attaccò Napo e i suoi familiari: Francesco della Torre, fratello di Napo, venne ucciso, mentre Napo stesso e suo nipote Guido, figlio di Francesco, furono catturati e successivamente condotti e imprigionati a Castel Baradello a Como. Ottone entrò trionfalmente in Milano, instaurando nella città il dominio dei Visconti. La vittoria fu garantita dalle alleanze che il Visconti aveva fatto con Asti, Torino, Aosta, Vercelli e il marchese di Monferrato. Napo, rinchiuso in una gabbia di ferro appesa alle mura esterne del Castello Baradello,in cima a un colle di Como, subì diciotto mesi di patimenti prima di morire di stenti il 16 agosto 1278. Secondo la tradizione i resti mortali di Napo vennero sepolti nella Cappella di San Nicolò di Castel Baradello a Como.

## Discendenza
Napoleone sposò probabilmente Margherita Del Balzo ed ebbero cinque figli:
- Corrado (1251-1307), politico
- Rinaldo (?-1330 ca.), detto "Passerino", uomo d'armi
- Donnina
- Cassone (?-1281), condottiero
- Agnese

## Omaggi
- Il Comune di Milano gli ha intitolato una strada (Via Napo Torriani).
- Il Comune di Como gli ha intitolato una strada (Via Napo Torriani).